# Johnny Lander
John F. Lander là một cầu thủ bóng đá thi đấu ở vị trí tiền đạo cho Burslem Port Vale năm 1892.

## Sự nghiệp thi đấu
Lander gia nhập Burslem Port Vale vào tháng 9 năm 1892. Trận đấu đầu tiên của ông là thất bại 4-0 trước Sheffield United trong trận đấu tại Second Division trên sân Bramall Lane vào ngày 17 tháng 12 năm 1892. Ông ghi 2 bàn thắng trong chiến thắng 3-0 trước Walsall Town Swifts trên sân Athletic Ground trong New Year's Eve, nhưng cuối mùa giải 1892-93 bị giải phóng hợp đồng sau khi chỉ chơi 3 trận cho câu lạc bộ.

## Thống kê
Nguồn:
| Câu lạc bộ        | Mùa giải | Hạng đấu        | Giải quốc nội | Giải quốc nội | Cúp FA  | Cúp FA    | Khác    | Khác      | Tổng    | Tổng      |
| Câu lạc bộ        | Mùa giải | Hạng đấu        | Số trận       | Bàn thắng     | Số trận | Bàn thắng | Số trận | Bàn thắng | Số trận | Bàn thắng |
| ----------------- | -------- | --------------- | ------------- | ------------- | ------- | --------- | ------- | --------- | ------- | --------- |
| Burslem Port Vale | 1892-93  | Second Division | 3             | 2             | 0       | 0         | 0       | 0         | 3       | 2         |
| Tổng              | Tổng     | Tổng            | 3             | 2             | 0       | 0         | 0       | 0         | 3       | 2         |